# Аверьянов, Илья Иванович
Илья Иванович Аверьянов (род. 18 января 1968, Москва) — российский предприниматель, директор кондитерской фабрики «Меньшевик». 
Обвиняемый по уголовному делу о стрельбе на фабрике в декабре 2017 года; обвинялся в умышленном убийстве охранника нового владельца предприятия, однако был полностью оправдан судом присяжных в феврале 2020 года.
В апреле 2021 года было заведено новое уголовное дело, в рамках которого Аверьянова обвиняли в покушении на убийство. В августе 2022 года московский суд вынес оправдательное решение.

## Биография

### Семья и личная жизнь
Родился 18 января 1968 года в Москве. Мать — Людмила Васильевна Невзгодина, радиобиолог и генетик, в прошлом учёный секретарь Института медико-биологических проблем, в настоящее время художник и автор книг по прикладному творчеству. Отец — Иван Васильевич Аверьянов, изобретатель, ведущий инженер ЦНИИАГ (работал над автоматическими системами летательных аппаратов). Есть брат Дмитрий (математик, автор учебников, гитарист) и сестра Екатерина (финансовый менеджер).
Супруга — Татьяна Войниченко. Состоял в незарегистрированном браке, есть восемь детей. Характеризовался знакомыми как серьёзный, добрый, невспыльчивый и принципиальный человек. С 1996 года имел лицензию на владение огнестрельным оружием — карабином «Сайга», который хранил в кабинете в целях самозащиты. В свободное время занимается естествоиспытательством в области прикладной физики, а также реализует творческие замыслы в области строительства и организации производства.

### Образование
Окончил среднюю школу № 67 с математическим уклоном, неоднократно участвовал в школьных олимпиадах по математике и физике. Образование высшее: окончил физический факультет МГУ, также прослушал четыре курса обучения на экономическом факультете МГУ. Проходил срочную службу в 1986—1988 годах в пограничных войсках КГБ СССР (призван по комсомольской путёвке). Участник студенческих стройотрядов, работал на Крайнем Севере.

### Предпринимательская деятельность
С 1993 года действительный член РСПП, создал широкую сеть дистрибуции по стране, которая позволила попасть в Россию ряду брендов. Работал в странах Южной Африки и Ближнего Востока по контрактам для реализации ряда научных проектов. Организовал в конце 1990-х управляющую компанию «BDL Management» для управления предприятиями холдинга в области строительства, транспорта и логистики, международной торговли и производства. Основатель первого бизнес-акселератора в России, а также организатор системы управления разнородными бизнес-процессами. Работал в Германии на заводе конвейере Daimler-Chrysler.
Как индивидуальный предприниматель, ранее он был генеральным директором компаний «Норман и к», «Регион 101» и «Санвардтранс Лидер». В 1998 году приобрёл у завода «Спортзнак» полуразрушенные корпуса, после реконструкции и нового строительства создал кондитерскую фабрику «Меньшевик», производившую разные кондитерские изделия (в том числе жевательную резинку, леденцы от кашля, карамель на палочке и жевательный мармелад). С 2003 года началось строительство второй очереди производства.

## Уголовное дело

### Судебная тяжба с Шамсутдином Раджабовым
По отзывам сотрудников «Меньшевика», на фабрике несколько лет была непростая ситуация в плане выплаты заработной платы. По словам Аверьянова, он стал жертвой мошенничества со стороны компании «Денэм Холл» и её владельца Шамсутдина Раджабова, которые выпустили двойные (зеркальные) векселя и заставили его подписать некие документы. В 2007 году его предприятию «Регион 101» выделили кредит 70 миллионов рублей, и хотя Аверьянов вернул долг полностью в 2008—2009 годах, долги фабрики остались не погашенными до конца — от него сокрыли второй экземпляр векселей и, ссылаясь на положения по вексельному праву, в 2010 году через суд потребовали произвести повторный платёж (иск от 23 декабря 2010 года). 9 апреля 2013 года арбитражный суд завершил тяжбу между Аверьяновым и Раджабовым, обязав Аверьянова выплатить в течение года ещё 30% от присуждённого долга. Исполнение обязательств обеспечивалось ипотекой двух зданий фабрики. Раджабов отрицал факт существования двойных векселей и возврата кредита, а также говорил, что лишь представляет компанию, но не возглавляет её.

### Переоформление на Раджабова
Однако в январе 2014 года судебным приставом-исполнителем Даниловского ОСП УФССП России Максимом Владимировичем Степановым было возбуждено ещё одно исполнительное производство о взыскании задолженности в размере почти 16 млн. рублей. Раджабов, согласно известным источникам, для получения дополнительных средств от Аверьянова предоставил доверенность от 24 января 2014 года, подлинность которой позже была опровергнута. Пользуясь этими документами, Степанов добился ареста имущества 12 февраля того же года, а 13 мая суд передал нереализованное имущество Раджабову, что позволило ему выкупить право требования задолженности фабрики перед «Мосгазом» и стать новым совладельцем зданий фабрики. Из более чем 90 млн. рублей долга фабрики около 1,5 млн. рублей «Меньшевик» задолжал «Мосгазу», а ещё около 4 млн. рублей необходимо было уплатить как проценты за пользование чужими финансами и госпошлину по различным судебным делам.
Фабрика «Меньшевик» была переоформлена 30 октября 2014 года на подконтрольную Раджабову «Денэм Холл». В декабре 2015 года Аверьянов узнал о новом собственнике зданий и предпринял серию попыток вернуть себе фабрику, однако руководство «Денэм Холл» в лице Джорджа Нианиса и Т.М. Елисеевой заявило, что специально нанятый Раджабов занимался переоформлением, поэтому никаких действий они предпринять не могут. Попытки Аверьянова через суд отменить переоформление и вернуть себе фабрику, а также аннулировать долги успеха не принесли. 24 апреля 2017 года на территорию фабрики прорвались вооружённые арматурой рейдеры, среди которых были «лица кавказской национальности», и избили охрану, проломив заодно Аверьянову голову. Аверьянов неоднократно обращался в суды, однако уголовное дело по факту мошенничества и вымогательства, а также вооружённого нападения никто так и не возбудил. Сам Раджабов заявлял, что Аверьянов пытался выставить его мошенником и лидером этнической преступной группировки, а также сам избил приставов, угрожая членовредительством.

### Стрельба у главного корпуса фабрики
27 декабря 2017 года Раджабов вместе с приставами и охраной пришёл к главному корпусу фабрики (улица Иловайская, дом 20, корпус 1) описывать имущество предприятия и изымать долг в размере 3,3 млн. рублей. По данным прокуратуры, Аверьянов обнаружил приставов и открыл огонь из ружья, пытаясь их прогнать. По словам Аверьянова, ему угрожали оружие и даже выстрелили, в ответ на что он выстрелил дважды в пол. Кто-то стал бороться за карабин, и в этот момент прогремел выстрел: шальная пуля попала в охранника нового собственника, Алексея Осипова, который подписал в тот день трудовой договор и приступил к работе.
На следующий день на складе типографии газеты «Правда» задержали Аверьянова, отправив его в СИЗО «Бутырка» и поместив под арест. По данным прокуратуры, Аверьянов обнаружил на предприятии приставов, пытавшихся взыскать долг, и открыл огонь, однако сбежал с территории завода ещё до оцепления по просьбе сестры — по некоторым данным, для встречи с адвокатом. 18 января началась процедура рассмотрения вопроса о признании фабрики банкротом, однако уже 28 марта 2018 года арбитражный суд Москвы прекратил производство: по сообщению юриста Тимура Батиралиева, представлявшего интересы фабрики в суде, соучредитель КФ Людмила Невзгодина, владелец 80% акций фабрики, погасила сумму основного долга с процентами перед «Мосгазом» в суммарном размере 750 тысяч рублей.

### Судебное следствие
Аверьянову предъявили обвинения в умышленном убийстве, вину тот не признавал и утверждал, что выстрелил чисто случайно и убивать никого не хотел. Адвокатом предпринимателя был назначен Андрей Бастраков, который пытался добиться итоговой переквалификации обвинения на «причинение смерти по неосторожности». С лета 2018 года, по словам Аверьянова, следственных действий с ним не проводилось, а арест неоднократно продлевался. Аверьянов настаивал, что его предприятие пытались захватить рейдерским путём, и эту версию позже действительно проверяло следствие. За время пребывания в СИЗО состояние Аверьянова ухудшилось, он лежал с гипертоническим кризом и высоким давлением. 21 мая 2019 года его попытались вывести к следователю, а получив отказ, избили. На следующий день Аверьянов попытался покончить с собой, перерезав вены на ногах, однако врачи спасли его, оказав помощь в НИИ имени Склифосовского, и отправили в психиатрическое отделение Бутырки. Медики установили, что у Аверньянова были многочисленные шишки, синяки и ссадины на теле, а также порезы на лодыжках. Факт применения силы подтвердил начальник СИЗО № 4 Владимир Машкин.
18 октября 2019 года было утверждено обвинительное заключение в отношении Аверьянова, которого обвинили в умышленном убийстве лица при осуществлении последним служебной деятельности и умышленном причинении тяжкого вреда здоровью человека. Последнее обвинение было связано с дракой 1 июня 2016 года на Иловайской улице с человеком по имени Анатолий Замосковный. Однако 10 февраля 2020 года присяжными Аверьянов был признан невиновным в совершении всех инкриминируемых ему деяний и полностью оправдан. Присяжные согласились с тем, что охранника на фабрике «Меньшевик» убили из «Сайги», но сочли недоказанным, что убийство совершил именно Аверьянов с целью воспрепятствовать работе судебных приставов.

## Возобновление следствия
В апреле 2021 года против Аверьянова снова возбудили уголовное дело, но уже о покушении на убийство трёх человек, участвовавших в перестрелке на фабрике. Суд фактически поместил Аверьянова под домашний арест, запретив ему также контактировать с фигурантами следствия, получать отправления и использовать средства связи.